# Jaden Betts
Jaden Isaiah Betts (* 11. September 2002 in Kalifornien) ist ein US-amerikanischer Schauspieler und Synchronsprecher.

## Leben
Jaden Betts wurde am 11. September 2002 im US-Bundesstaat Kalifornien als Sohn der Schauspielerin und Stuntfrau Melissa Barker und des Schauspielers Erik Betts geboren. Er hat schwedische, deutsche, irische und afroamerikanische Vorfahren. Im Säuglingsalter war er in Werbespots zu sehen. Als Kind lebte er zeitweise in Kanada, Neuseeland und Australien. Er lernte das Schauspiel am Xma World Headquarters.
Er debütierte 2011 als Filmschauspieler in Larry Crowne. In den nächsten Jahren sammelte er weitere Erfahrungen als Episodendarsteller in den Fernsehserien Rake und Zeit der Sehnsucht, übernahm allerdings auch größere Serienrollen in The Client List und Scandal. Nach Besetzungen in den Spielfilmen Sister Code und 48 Hours 'til Monday im Jahr 2015 übernahm er 2016 eine größere Rolle im Familienfilm Superkids. Zusätzlich ist er seit 2012 als Synchronsprecher tätig.

## Filmografie

### Schauspieler
- 2011: Larry Crowne
- 2013: The Client List (Fernsehserie, 3 Episoden)
- 2014: Rake (Fernsehserie, Episode 1x05)
- 2014: Zeit der Sehnsucht (Days of Our Lives) (Fernsehserie, Episode 1x12477)
- 2014–2016: Scandal (Fernsehserie, 7 Episoden)
- 2015: Sister Code
- 2015: Nicky, Ricky, Dicky & Dawn (Fernsehserie, Episode 2x02)
- 2015: PJ Masks – Pyjamahelden (PJ Masks) (Fernsehserie, Episode 1x01)
- 2015: 48 Hours 'til Monday (Fernsehfilm)
- 2016: Superkids (Time Toys)
- 2017: The Mick (Fernsehserie, Episode 2x01)
- 2018: Henry Danger (Fernsehserie, Episode 5x04)
- 2019: Bolden
- 2019: Schooled (Fernsehserie, 2 Episoden)

### Synchronsprecher
- 2012–2014: Doc McStuffins, Spielzeugärztin (Doc McStuffins) (Animationsserie, 38 Episoden)
- 2013: The Doc Files (Zeichentrickserie, 2 Episoden)
- 2013–2018: Sofia die Erste – Auf einmal Prinzessin (Sofia the First) (Animationsserie, 7 Episoden)
- 2015: Fresh Beat Band of Spies (Zeichentrickserie, 4 Episoden)
- 2015–2017: The Stinky & Dirty Show (Animationsserie, 13 Episoden)
- 2018: Big City Greens (Zeichentrickserie, Episode 1x01)